# Торшин Володимир Володимирович
Володи́мир Володи́мирович То́ршин (21.3.1987—22.3.2022) — підполковник Збройних Сил України, учасник російсько-української війни, який загинув у ході російського вторгнення в Україну в 2022 році.

## Життєпис
Від 1996 з батьками мешкав у м. Білгород-Дністровський Одеської обл. Закінчив військовий ліцей в Одесі та Львівський інститут Сухопутних військ Національного університету «Львівська політехніка», навчався у Національному університеті оборони України у Києві (2022 мав закінчувати). Брав участь в антитерористичній операції та операції Об’єднаних сил на Сході України . 
Брав участь та виступив на мітингу-реквіємі з приводу відкриття меморіальної дошки молодшому сержантові миколаївської 36-ї бригади морської піхоти Олександру Вознюку — на приміщенні Лохвицького медичного училища, життя якого обірвалося 2 березня 2017 року від розриву міни поблизу м. Маріуполя.
Під час російського вторгнення в Україну проходив військову службу на посаді командира самохідного артилерійського дивізіону бригадної артилерійської групи миколаївської 36-ї бригади морської піхоти.
Загинув 22 березня 2022 від авіаудару в Маріуполі .

## Нагороди
- Указ Президента України від 29 вересня 2023 року № 645/2023 «Про присвоєння В. Торшину звання Герой України »
- звання «Герой України» з удостоєнням ордена «Золота Зірка» (29 вересня 2023, посмертно) — за особисту мужність і героїзм, виявлені у захисті державного суверенітету та територіальної цілісності України, самовіддане служіння Українському народові
- орден Богдана Хмельницького III ступеня (2019)
- орден Богдана Хмельницького II ступеня (2022, посмертно) — за особисту мужність і самовіддані дії, виявлені у захисті державного суверенітету та територіальної цілісності України, вірність військовій присязі.
- Медаль «За військову службу Україні»[6]

## Вшанування пам'яті
26 липня 2024 року в місті Білгород-Дністровський вулицю Валентина Катаєва перейменували на вулицю Володимира Торшина.
У березні 2024 на будівлі Білгород-Дністровської школи, де він навчався, встановлено меморіальну дошку .